# Plagioclasio
Il plagioclasio è uno dei feldspati più importanti della crosta terrestre, ed è una specie isomorfa di tectosilicati.
I due termini estremi di questa specie isomorfa sono: 
- Albite, analbite, monalbite: plagioclasio sodico di formula NaAlSi3O8 (ove la stabilità è crescente a differenti condizioni di temperatura e pressione ma la formula è la medesima per i gruppi pseudomorfi).
- Anortite: plagioclasio calcico CaAl2Si2O8.

Le componenti reali dei plagioclasi sono espresse da diagrammi ternari ove la miscibilità anche a temperature non troppo elevate è molto buona; le formule sopra citate sono indicative di termini estremi teorici difficilmente reperibili in natura, ove solitamente si riscontrano per l'appunto sotto forma di miscele isomorfe.
L'impalcatura tridimensionale consiste di tetraedri (SiO4) ove ogni tetraedro condivide tre ossigeni con la struttura tipica a doppio collo d'oca.

## Abito cristallino
L'abito, a seconda del composto, è monoclino o triclino, anche se presenta in alcuni casi un abito a zonature, una peculiarità riscontrabile unicamente a nicol incrociati ove si nota la diversa orientazione del reticolo in un medesimo minerale, dovuto al metamorfismo che si instaura al passaggio dall'ordinamento ad alte a quello a basse temperature o pressioni.

## Origine e giacitura
Il plagioclasio si forma a svariate temperature e pressioni; per questo è molto comune ed abbondante in svariate rocce magmatiche intrusive, da quelle più basiche come il gabbro (che contengono in preferenza i membri con più calcio), a quelle acide come il granito (che invece preferiscono membri con più sodio, dato che questi ultimi si solidificano a temperature in genere più basse). L'individuazione corretta del cristallo di plagioclasio è quindi spesso fondamentale in petrologia per la ricostruzione della storia di formazione della roccia. Il plagioclasio può anche essere contenuto in rocce metamorfiche; tuttavia, in genere non si trova in quelle sedimentarie.